# Bernhard Nonnenmacher
Bernhard Nonnenmacher, parfois dit de Heidelberg, est un tailleur de pierre, maître d’œuvre et architecte du XVIe siècle, originaire du Saint-Empire romain germanique, et actif principalement à Strasbourg de 1519 à 1551. Il est notamment connu pour avoir occupé le poste de maître d’œuvre de la cathédrale de Strasbourg de 1520 à 1551. Du fait de cette fonction, il a également été maître suprême de toutes les loges de tailleurs de pierre du Saint-Empire romain germanique. 

## Biographie
La vie de Bernhard Nonnenmacher antérieurement à son arrivée à Strasbourg est peu connue, si ce n’est qu’il a travaillé sur le chantier de l’Heiliggesitkirche de Heidelberg. Le 17 mai 1519 il acquiert le statut de bourgeois de Strasbourg à la suite de son mariage avec Catherine, fille de Hans Hammer et devient dans la foulée le nouveau maître de l’atelier de Strasbourg. Son premier travail dans la cathédrale consiste en l’achèvement de la chapelle Saint-Martin, commencée par son beau-père et prédécesseur. En tant que maître suprême des tailleurs de pierre du Saint-Empire romain germanique, il doit également tenter de résoudre l’Annaberger Hüttenstreit, un conflit opposant les ateliers de Saxe et les autres loges de l’Empire sur des questions de réglementation du métier. Entre 1542 et 1547, il doit intervenir sur la voûte de la chapelle Sainte-Catherine, qui menace de s’écrouler et la remplace entièrement. Il meurt en 1551 à Strasbourg.

## Œuvres

### Éléments architecturaux
- Parties hautes de la chapelle Saint-Laurent (anciennement Saint-Martin) de la cathédrale de Strasbourg;
- Voûtes de la chapelle Sainte-Catherine de la cathédrale de Strasbourg;

### Plans et dessins
- Élévation de la façade de la chapelle Saint-Martin, dit Plan 20, Fondation de l’Œuvre Notre-Dame[2];
- Plan des voûtes de la chapelle Saint-Martin, dit Plan 22, Musée de l’Œuvre Notre-Dame (Inv. D.22.995.0.30)[3];
- Plan des voûtes de la chapelle Sainte-Catherine, dit Plan 23, Musée de l’Œuvre Notre-Dame (Inv. D.22.995.0.9)[4];
- Plan du cloître de la cathédrale de Strasbourg, dit Plan 24, Fondation de l’Œuvre Notre-Dame[5];
- Plan d’un chœur avec une voûte en étoile, dit Plan 27, Musée de l’Œuvre Notre-Dame (Inv. D.22.995.0.31)[6];
- Plan d’un chœur et d’un déambulatoire, dit Plan 28, Musée de l’Œuvre Notre-Dame (Inv. D.22.995.0.29)[7];
- Plan partiel de la cathédrale de Milan, dit Plan 29, Musée de l’Œuvre Notre-Dame (Inv. D.22.995.0.22)[7];